# Melopyrrha violacea
El semillero prieto, gallito prieto o comeñame violáceo (Melopyrrha violacea) es una especie de ave paseriforme de la familia Thraupidae perteneciente al género Melopyrrha, antes situada en el género Loxigilla. Es nativo de la región caribeña, en las Antillas Mayores.

## Distribución y hábitat
Se distribuye en Bahamas, Haití, República Dominicana, Jamaica e Islas Turcas y Caicos.
Esta especie es considerada bastante común en sus hábitats naturales: los enmarañados densos y el sotobosque, desde los matorrales costeros secos hasta las selvas húmedas montanas, incluyendo bosques de Pinus y jardines. Desde el nivel del mar hasta los 2000 m de altitud.

## Sistemática

### Descripción original
La especie M. violacea fue descrita por primera vez por el naturalista sueco Carlos Linneo en 1758 bajo el nombre científico Loxia violacea; su localidad tipo es: «América, enmendado posteriormente para Bahamas».

### Etimología
El nombre genérico femenino Melopyrrha es una combinación de la palabra griega «melas»: ‘negro’; y del género Pyrrhula, los camachuelos del Viejo Mundo; y el nombre de la especie «violacea» proviene del latín «violaceus»: ‘de color violáceo’.

### Taxonomía
Los amplios estudios filogenéticos realizados por Burns et al. (2014), mostraron que el género Loxigilla era polifilético, con Loxigilla noctis y L. barbadensis formando un clado fuertemente soportado, separado en el árbol filogenético de otro clado bien caracterizado, formado por las entonces denominadas Loxigilla portoricensis y L. violacea, y Melopyrrha nigra, hasta entonces en un género monotípico. Sobre esta base, Burns et al. (2014) recomendaron la inclusión de portoricensis y violacea en  Melopyrrha, y la retención de noctis y barbadensis en Loxigilla. Sin embargo, después de revisar la literatura taxonómica, Burns et al. (2016) recomendaron usar el género Pyrrhulagra Bonaparte, 1850 para L. portoricensis, L. violacea y Melopyrrha nigra, que tendría prioridad sobre Melopyrrha, propuesto por el mismo Bonaparte en 1853. Esta tesis fue seguida por Aves del Mundo (HBW) y Birdlife International (BLI). En el análisis de la Propuesta 2018-C-11 al Comité de Clasificación de Norte y Mesoamérica (N&MACC) se destacó que la especie tipo designada por Bonaparte para el género Pyrrhulagra es Fringilla noctis, el protónimo de Loxigilla noctis, lo que convierte a Pyrrhulagra en un sinónimo posterior de Loxigilla.

### Subespecies
Según la  clasificación Clements Checklist/eBird v.2019 se reconocen cinco subespecies, con su correspondiente distribución geográfica:
- Melopyrrha violacea violacea (Linnaeus), 1758 – Bahamas e islas Caicos.
- Melopyrrha violacea maurella (Wetmore), 1929 – isla de la Tortuga y Guanaba (Haití) e isla Saona (República Dominicana).
- Melopyrrha violacea affinis (Ridgway), 1898 – La Española e isla Catalina.
- Melopyrrha violacea parishi (Wetmore), 1931 – Isla de la Vaca (Haití) e isla Beata (República Dominicana).
- Melopyrrha violacea ruficollis (Gmelin), 1789 – Jamaica.

La clasificación del Congreso Ornitológico Internacional (IOC) no lista parishi, en cambio lista la siguiente subespecie:
- Melopyrrha violacea ofella (Buden), 1986 – islas Caicos (central y este).